# Herbert Dreher (Diplomat)
Herbert Dreher (* 8. August 1916 in Ettlingen; † 4. November 2010 in Freiburg im Breisgau) war ein deutscher Diplomat, der unter anderem zwischen 1976 und 1980 Botschafter in den Niederlanden war.

## Leben
Dreher leistete nach dem Abitur seinen Wehrdienst in der Wehrmacht und nahm am Zweiten Weltkrieg teil. Nach Kriegsende nahm er ein Studium der Rechtswissenschaften an der Albert-Ludwigs-Universität Freiburg auf, das er 1949 mit der Ersten juristischen Staatsprüfung abschloss. Am 6. Juni 1950 erfolgte seine Promotion zum Dr. jur. mit der Dissertation Real- und Idealkonkurrenz im französischen und deutschen Strafrecht in rechtsvergleichender Darstellung. 1951 legte er seine Zweite juristische Staatsprüfung ab.
Im Anschluss trat Dreher 1952 in den auswärtigen Dienst ein und war zunächst von 1952 bis 1953 Mitglied der Delegation bei den Verhandlungen zur Aufhebung des Besatzungsstatuts sowie zwischen 1953 und 1955 Gesandtschaftsrat an der Gesandtschaft im Iran. Nach einer Verwendung von 1955 bis 1960 in der Zentrale des Auswärtigen Amtes in Bonn war er zwischen 1960 und 1963 zunächst Erster Sekretär an der Botschaft in den USA, ehe er von 1963 bis 1966 Botschaftsrat an der Botschaft in Belgien war. 1966 kehrte er in die Zentrale des Auswärtigen Amtes zurück und war dort als Vortragender Legationsrat Erster Klasse zunächst Leiter des Referats Staats- und Verwaltungsrecht sowie danach zwischen 1968 und 1972 Leiter des Referats Allgemeine Personalangelegenheiten, Personal bei inter- und supranationalen Organisationen. Im Anschluss fungierte er zwischen 1972 und 1976 als Ministerialdirigent als Leiter der dortigen Unterabteilung 51 (Allgemeine Rechtsangelegenheiten) sowie als Vertreter des Leiters der Rechtsabteilung.
Als Nachfolger des in den Ruhestand getretenen Adolf Max Obermayer übernahm Dreher im September 1976 den Posten als Botschafter der Bundesrepublik Deutschland in den Niederlanden und verblieb dort bis Dezember 1976, woraufhin Gerhard Fischer seine Nachfolge antrat. Er selbst kehrte daraufhin als Botschafter zur besonderen Verwendung beziehungsweise Chefinspekteur des Auswärtigen Amtes im Range eines Botschafters in die Zentrale nach Bonn zurück. Zugleich war er zwischen dem 10. und 31. Januar 1980 mit der Wahrnehmung der Aufgaben des Koordinators für die deutsch-französischen Beziehungen betraut, nachdem der bisherige Amtsinhaber Carlo Schmid am 11. Dezember 1979 verstorben war. 1981 trat er in den Ruhestand.

## Veröffentlichung
- Real- und Idealkonkurrenz im französischen und deutschen Strafrecht in rechtsvergleichender Darstellung, Dissertation Universität Freiburg, 1950